# Рева, Сергей Викторович
Сергей Викторович Рева (укр. Сергій Вікторович Рева; род. 13 сентября 1955, Севастополь) — советский и украинский дипломат. Чрезвычайный и Полномочный Посол Украины в Ирландии (2010—2015).

## Биография
Родился 13 сентября 1955 года в городе Севастополь.
В 1977 году окончил Московский государственный институт международных отношений. Владеет русским, английским, французским и румынским языками.
- С 1978 по 1985 год — атташе, третий секретарь Посольства СССР в Румынии.
- С 1985 по 1991 год — второй секретарь Департамента международных экономических организаций, Министерство иностранных дел Украины.
- С 1991 по 1996 год — второй, затем первый секретарь Постоянного представительства Украины при Отделении ООН и других международных организаций в Женеве.
- С 1996 по 2000 год — заведующий отделом, заместитель директора, директор департамента международных организаций, Министерство иностранных дел Украины.
- С 2000 по 2002 год — заместитель постоянного представителя Украины при Совете Европы, Страсбург.
- С 2002 по 2004 год — директор Департамента политики и безопасности, Министерство иностранных дел Украины.
- С 2004 по 2007 год — заместитель постоянного представителя Украины при Совете Европы, Страсбург.
- С ноября 2007 по май 2008 года — посол по особым поручениям, Министерство иностранных дел Украины.
- С июня 2008 по август 2010 года — директор политического департамента, МИД Украины.
- С 25 августа 2010 по 15 июля 2015 года — Чрезвычайный и Полномочный Посол Украины в Ирландии[4][5].

## Дипломатический ранг
- Чрезвычайный и Полномочный Посол (2020)[6].